# ルイス・アルセ
ルイス・アルベルト・アルセ・カタコラ（スペイン語: Luis Alberto Arce Catacora、1963年9月28日 - ）は、ボリビアの政治家、元銀行員。社会主義運動（Movimiento al Socialismo : MAS）。
2006年から2017年、2019年にはモラレス派の閣僚として、同国の財務大臣も務めていた。

## 経歴・人物
1963年、中流階級の家庭であるカルロス・アルセとオルガ・カタコラの息子として誕生。両親は教師だった。母国のサン・アンドレス大学とイングランドのウォーリック大学にて、経済学の学士号と修士号を取得。
その後、ボリビア中央銀行で銀行員として長年に渡って、勤めた。
2006年にエボ・モラレス大統領によって、財務大臣に任命された。主な功績は貧困率を38%から15%を減少させたこと、モラレスの政策であった炭化水素の国有化を有利に進めたことである。
2017年には、病気の治療を理由に財務大臣を一時、辞任。2019年には財務大臣を1年間のみ復帰した。同年には自身の派閥の長であったモラレスがクーデターで辞任する。
2020年10月に開催された大統領選挙では、ボリビアの前大統領であるカルロス・メサ・ヒスベルト候補（28.83%）を55.10%という大差で、大統領に当選。同年11月8日には、大統領就任の宣誓を行った。
2021年3月13日、2019年のモラレス退陣について、元暫定大統領であったヘアニネ・アニェスを暫定政権の閣僚らとともに「クーデター」に関与した疑いをかけて逮捕した。
2024年6月26日には数日前に解任されたことに不満を抱いたフアン・ホセ・ズニガ将軍が軍の一部を率いて蜂起し大統領官邸に突入したが、数時間後には鎮圧に成功している。しかしあまりに鎮圧の手際が良かったことと、ズニガ将軍がアルセよりクーデターを依頼されたという証言していることから、翌年の大統領選挙を見据えた自作自演だったという指摘もある。
2025年5月13日、8月の大統領選挙で再選を目指さないと発表した。国民向け演説で自身が立候補することで票を分断し、右派候補の勝利を後押ししたくないと述べた。与党の社会主義運動は複数の派閥がアルセとモラレスをそれぞれ支持しており、分裂状態となった。社会主義運動の候補者にはエドゥアルド・デル・カスティージョが出馬したものの得票率が3.16％にとどまる惨敗を喫し、10月19日の決選投票に進むことすら叶わず、20年に及んだ左派政権は終焉することとなった。

## 私生活
前妻との間に、3人の子供を儲けている。